# Tyb6-3406
Tyb6-3406 – parowóz wąskotorowy – tendrzak na tor o rozstawie szyn 1000 mm, zbudowany w 1920 roku w zakładach J.A. Maffei (numer 4038), używany na Kolei Grójeckiej, a następnie PKP, zachowany jako muzealny. Początkowo miał układ osi C, następnie przebudowany na C1. Nosił wcześniej oznaczenia: WKD 70, Ty3-3249 i Txb2-3382. Po 1961 roku zaliczony został do serii Tyb6. Lokomotywą takiego samego typu była Tyb6-3405 (ex WKD 69, nr fabryczny 4037).

## Historia

### Do II wojny światowej
Dwa parowozy o numerach fabrycznych 4037 i 4038 zostały zakupione w 1920 roku w fabryce J.A. Maffei w Monachium przez Zarząd Towarzystwa Warszawskich Dróg Żelaznych Dojazdowych. Początkowo były to lokomotywy o układzie osi C (jedynie z trzema osiami wiązanymi). Oba parowozy otrzymały numery inwentarzowe WKD 69 (4037) i 70 (4038) i używane były na Kolei Grójeckiej, stacjonując w parowozowni w Piasecznie. Parowozy przetrwały II wojnę światową, ukryte pod jej koniec przez pracowników kolei pod Grójcem, i po wyzwoleniu podjęły służbę na Kolei Grójeckiej, znacjonalizowanej i włączonej w 1949 roku w skład PKP.

### Rekonstrukcja po wojnie i dalsza służba
Główną wadą lokomotyw był ich niewielki zapas węgla i wody, powodujący ich ograniczony zasięg i konieczność korzystania z utworzonych na trasie kolei podręcznych składów opału (w Grójcu, Nowym Mieście i Górze Kalwarii). Po przejęciu kolei, PKP zlikwidowały podręczne składy opału (drewna i węgla) i jednocześnie zdecydowano poddać parowozy rekonstrukcji w warsztatach kolejowych w Piasecznie, zwiększającej ich zasięg. Polegała ona na przedłużeniu ostoi i dodaniu z tyłu osi tocznej, podpierającej nową część tylną z powiększoną skrzynią węglową z tyłu budki maszynisty. Układ osi przez to zmienił się na C1. W połączeniu ze zwiększeniem pojemności skrzyń wodnych przez zaadaptowanie dawnej bocznej skrzyni węglowej, pozwoliło to na dwukrotne zwiększenie zapasu węgla i wody. Po przebudowie masa pustego parowozu zwiększyła się o 1,5 t.
Parowóz nr 69 przebudowano jako pierwszy w 1950 roku i nadano mu nowe oznaczenie PKP Txb2-3381, zmienione w 1961 roku na Tyb6-3405 (seria Tyb6 grupowała wąskotorowe tendrzaki o układzie osi C1 i mocy 151 – 180 KM). Drugi parowóz nr 70 otrzymał początkowo w 1949 roku oznaczenie Ty3-3249 (dla parowozów o układzie osi C), a po przebudowie w latach 1950–1951 – Txb2-3382, zmienione w 1961 roku na ostateczne Tyb6-3406.
W 1959 roku oba parowozy zostały przeniesione z Kolei Grójeckiej na Pomorskie Koleje Wąskotorowe, do parowozowni Białogard. 12 maja 1970 roku parowóz Tyb6-3405 został wycofany ze służby i przeznaczony do złomowania. Drugi parowóz Tyb6-3406 został 5 października 1972 roku przekazany do Muzeum Kolejnictwa w Warszawie. Był pierwotnie eksponowany na Stałej Wystawie Pomorskich Kolei Wąskotorowych w Gryficach, po czym w 2010 roku został przetransportowany do Muzeum Kolei Wąskotorowej w Sochaczewie.
| Numer fabryczny | oznaczenia: do 1948 | 1949-1950 | 1951-1961 | od 1961   | los              |
| --------------- | ------------------- | --------- | --------- | --------- | ---------------- |
| Maffei 4037     | W.K.D. 69           | –         | Txb2-3381 | Tyb6-3405 | skasowany w 1970 |
| Maffei 4038     | W.K.D. 70           | Ty3-3249  | Txb2-3382 | Tyb6-3406 | eksponat od 1972 |

## Konstrukcja

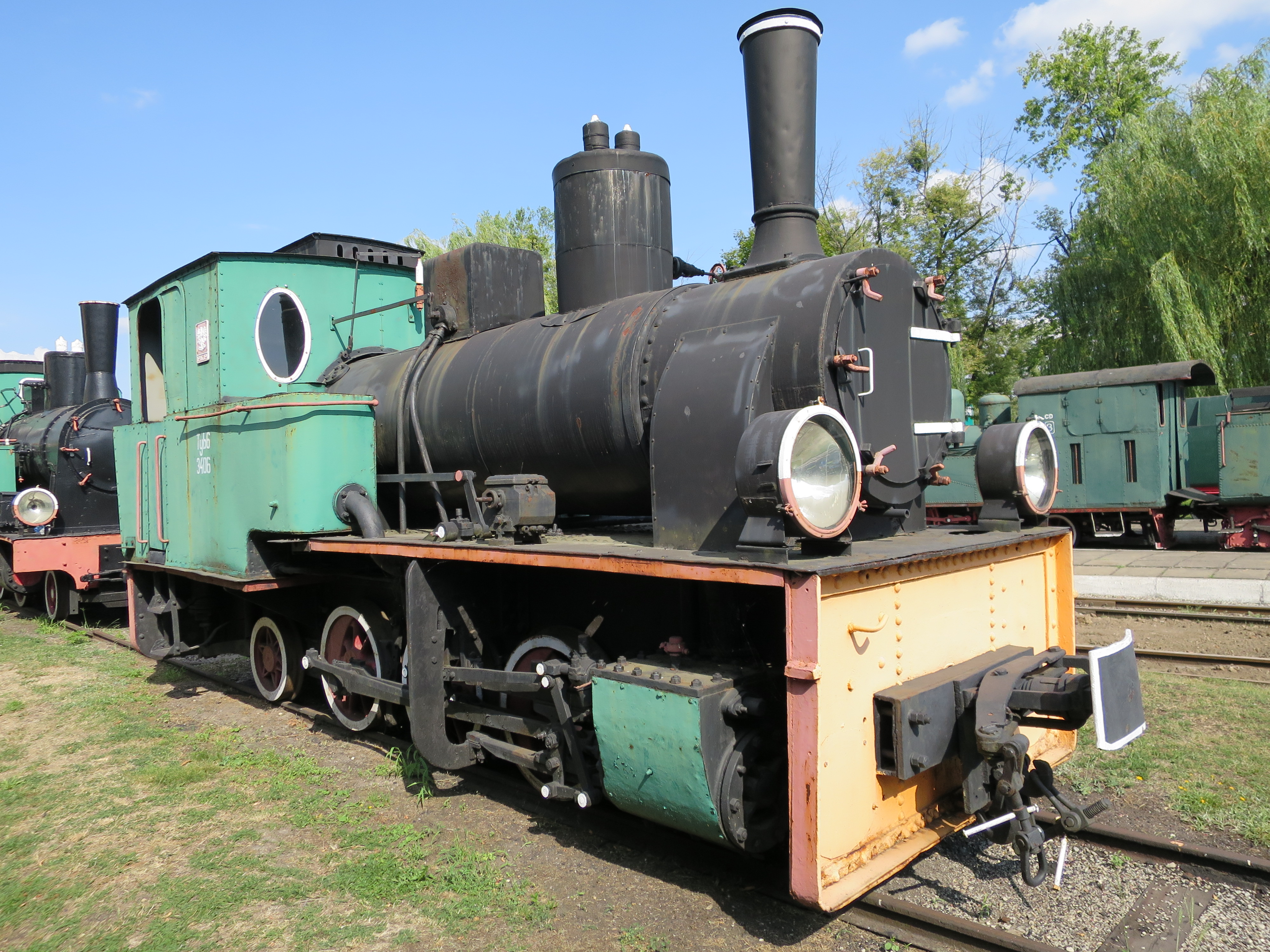
Tyb6-3406 w Sochaczewie

Wąskotorowy tendrzak o układzie osi C1 (po przebudowie), z dwucylindrowym silnikiem bliźniaczym na parę nasyconą (C1n2t). Budka maszynisty była otwarta po bokach, z niskimi drzwiczkami. Skrzynie wodne po bokach kotła oraz w ostoi mieściły 3,2 m³ wody – pierwotnie jedna z bocznych skrzyń była skrzynią węglową. Skrzynia węglowa po przebudowie znajdowała się z tyłu budki i mieściła 1,7 t węgla.
Kocioł był płomieniówkowy, z miedzianą skrzynią ogniową, po wojnie zamienianą podczas naprawy na stalową. Szeroki stojak kotła wystawał na boki ostoi. Na kotle umieszczony był wysoki zbieralnik pary, w którym znajdowała się zaworowa przepustnica pary z napędem wewnętrznym. Na zbieralniku znajdowały się dwa zawory bezpieczeństwa typu Pop-Coale. Za zbieralnikiem pary na walczaku kotła była piasecznica o napędzie ręcznym. Zasilanie w wodę zapewniały dwa inżektory ssąco-tłoczące. Armatura kotła była niemiecka, z wodowskazem rurkowym i kranami probierczymi. Do pobierania wody ze zbiorników parowóz posiadał eżektor parowy z wężem zbrojonym.
Ostoja była blachownicowa, wewnętrzna, o grubości ostojnic 14 mm, odsprężynowana odgórnie resorami płaskimi z 5 punktami podparcia. Trzy osie wiązane zamontowane były sztywno (stały rozstaw osi 1900 mm: między pierwszą a drugą 900 mm i między drugą a trzecią 1000 mm). Parowóz mógł pokonywać łuki o promieniu 45 m.
Lokomotywa wykorzystywała bliźniaczy silnik parowy, z suwakami płaskimi. Napęd od silnika przenoszony był na trzecią oś wiązaną, poprzez krzyżulce umieszczone w dwóch prowadnicach i korbowody. Parowóz posiadał mechanizm parorozdzielczy Heusingera z podwieszonym wodzidłem suwakowym i nawrotnicą dźwigniową. Hamulce: parowy i ręczny działały na wspólny wał hamulcowy, a poprzez niego na pierwszą i trzecią oś. Pierwotne oświetlenie naftowe zamieniono następnie na elektryczne, z turbozespołem 24V.